# Alfred Edmund Bergeat
Alfred Edmund Bergeat, född 17 juli 1866 i Passau, död 30 juli 1924 i Kiel, var en tysk geolog och mineralog.
Han blev professor i Königsberg 1908 och i Kiel 1921. Bergeats viktigaste arbeten behandlar dels malmförekomster, särskilt deras samband med vulkaniska processer, och dels vulkanologi, på vilket område han hade stor personlig erfarenhet.